# Organisme autònom local

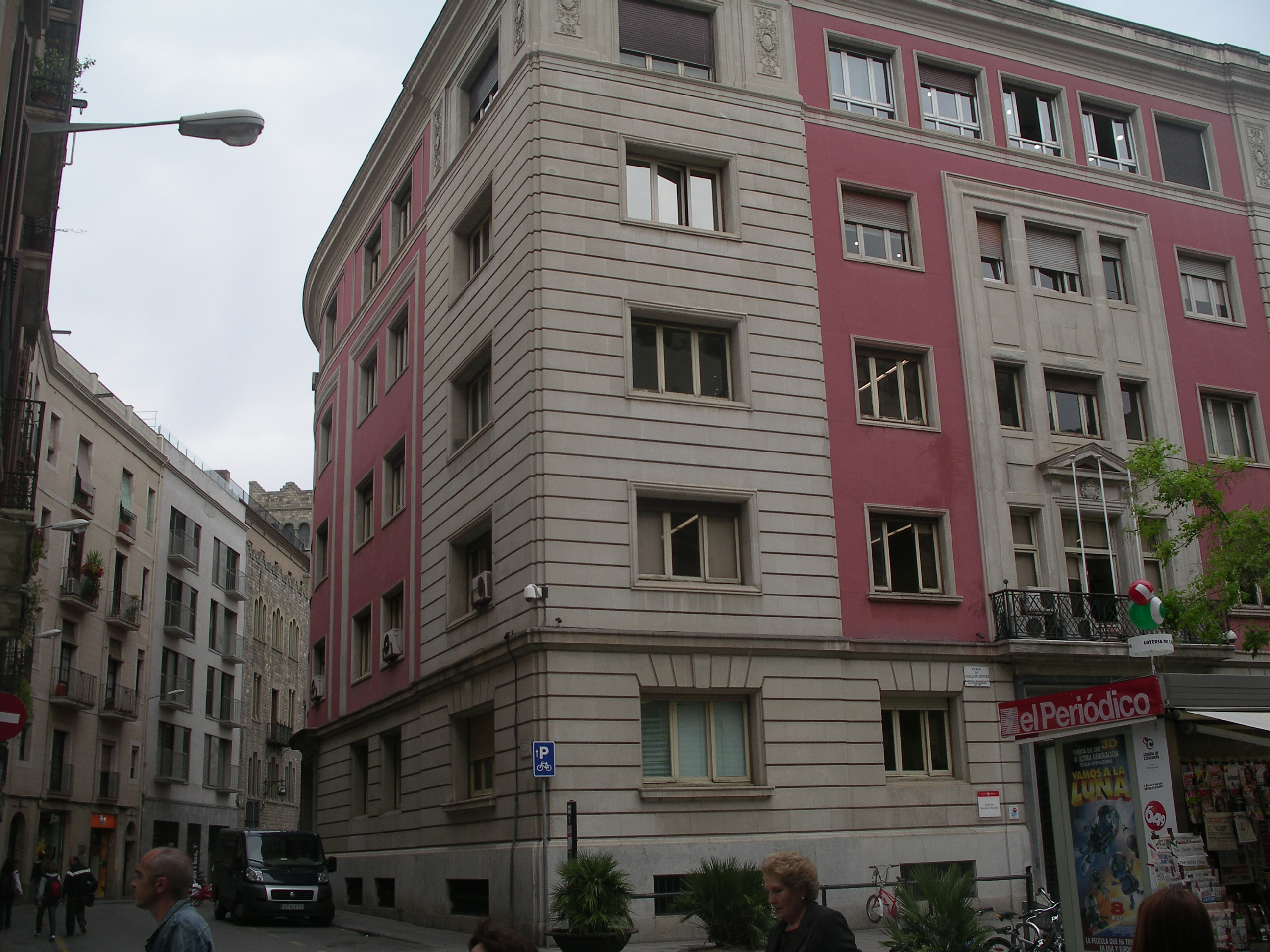
L'Institut Municipal d'Estadística de Barcelona és un organisme autònom local de l'ajuntament de Barcelona

L'Organisme autònom local és una forma de gestió administrativa directa que consisteixen en la realització dels serveis per les mateixes corporacions locals, per mitjà de l'atorgament de personalitat jurídica pròpia i, per tant, constitueixen l'anàleg en l'Administració local dels organismes autònoms autonòmics o estatals. És regulada pel que dicta la llei 7/1985 de 2 d'abril de Reguladora de les Bases de Règim Local.